# Gregory Freiman
Gregory Abelevich Freiman (em russo:  Григорий Абелевич Фрейман, Kasan, 1926) é um matemático russo-israelense. Trabalha principalmente com teoria aditiva dos números, provou o teorema de Freiman. É professor da Universidade de Tel Aviv.
Freiman graduou-se em 1949 na Universidade Estatal de Moscou, obteve o doutorado em 1956 na Universidade Estatal de Kazan e em 1965 no Instituto Pedagógico de Moscou, orientado por Alexander Gelfond, com a tese Structural Theory of Set Addition.

## Obras
- Addition of finite sets, Sov. Math. Dokl. 5, 1964, 1366-1370
- Foundation of a structural theory of set addition, AMS Translations of Mathematical Monographs 37, 1973 (zuerst russisch, Kasan 1966)
- Structure theory of set addition, in Jean-Marc Deshouillers, Bernard Landreau, Alexander A. Yudin Structure Theory of Set Addition, Astérisque, SMF, Band 258, 1999, S. 1-33
- It seems I am a Jew, Samizdat Essay on Soviet Mathematics, Southern Illinois University Press 1979 (traduzido por Melvyn Nathanson, com apêndices de Nathanson e Andrei Sakharov)